# Theresa Amayo
Theresa Guichard Amayo Brasini, conhecida como Theresa Amayo (Belém, 13 de julho de 1933 – Rio de Janeiro, 24 de janeiro de 2022), foi uma atriz brasileira.
Oriunda de uma família galo-peruana, era viúva do teatrólogo e ator Mario Brasini. Com um currículo extenso de várias produções em teatro e na televisão, ganhou recentemente um troféu "celebridades do ano", do evento Clube das Celebridades de Copacabana, em que foi homenageada. De 2009 a 2014, integrou o elenco do humorístico da Rede Globo, Zorra Total, em que interpretou vários personagens.

## Morte
Morreu aos 88 anos em sua casa em Laranjeiras, no Rio de Janeiro, vítima de um câncer renal.

## Filmografia

### Televisão

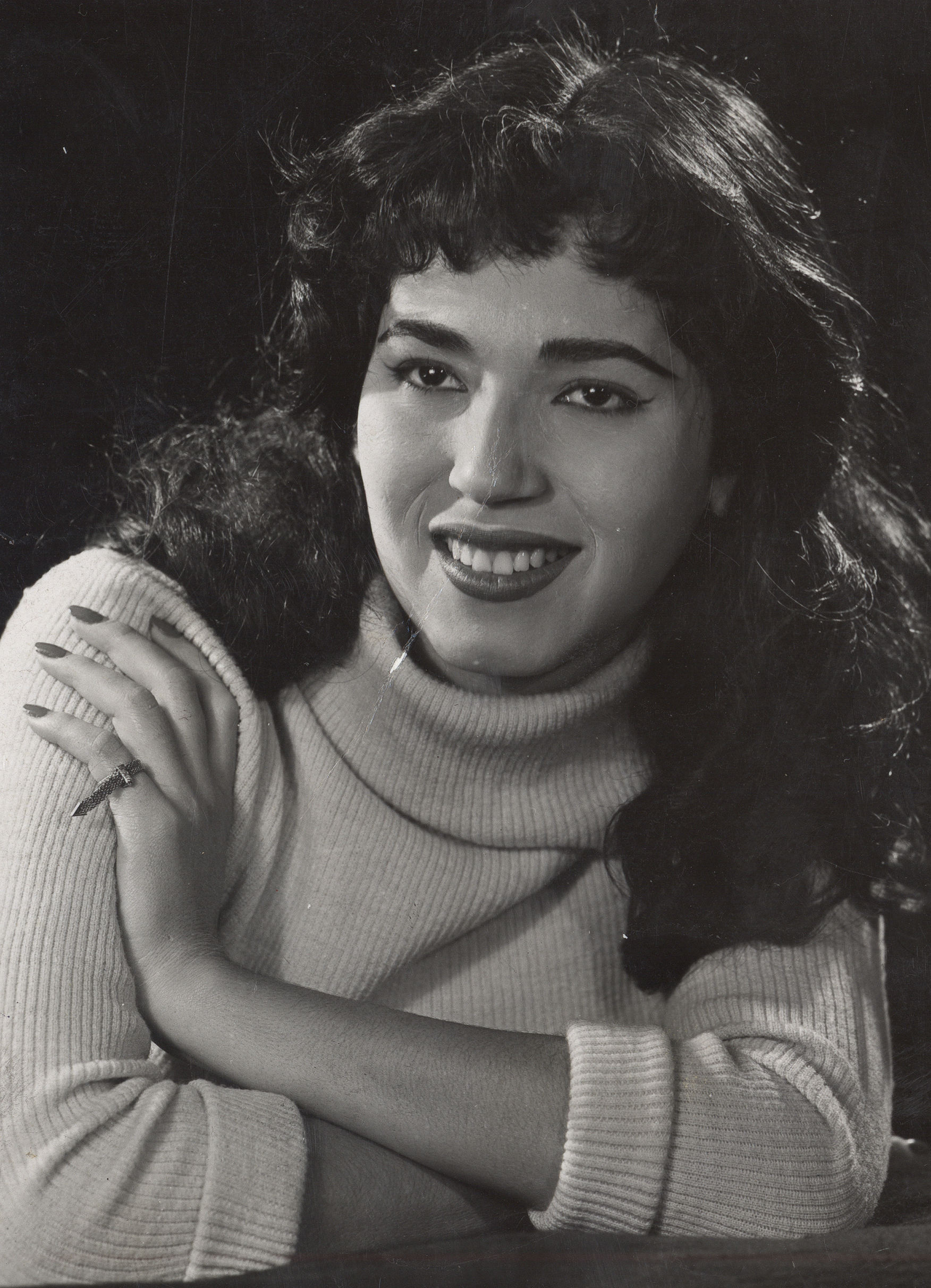
Em 1957.

| Ano  | Título                        | Personagem                         | Notas                                |
| ---- | ----------------------------- | ---------------------------------- | ------------------------------------ |
| 1953 | Histórias do Teatro Universal | —                                  |                                      |
| 1954 | As Quatro Irmãs               | Meg                                |                                      |
| 1955 | Maria Cristina                | Maria Cristina                     |                                      |
| 1956 | Teatrinho Trol                | —                                  |                                      |
| 1956 | Grande Teatro Tupi            | —                                  |                                      |
| 1956 | Teatro Moinho de Ouro         | —                                  |                                      |
| 1957 | Estúdio A                     | —                                  |                                      |
| 1958 | Histórias da Vovó Neve        | —                                  |                                      |
| 1958 | Sétimo Céu                    | —                                  |                                      |
| 1959 | Trágica Mentira               | —                                  |                                      |
| 1959 | Orfeu da Conceição            | Eurídice                           | [ 4 ]                                |
| 1960 | Minha Mulher é um Anjo        | —                                  |                                      |
| 1963 | Teatro de Equipe              | —                                  | 1963-1964                            |
| 1964 | Teatro de Comédia             | —                                  |                                      |
| 1964 | Clube dos Morcegos            | —                                  |                                      |
| 1966 | Senhora                       | —                                  |                                      |
| 1967 | O Rei dos Ciganos             | Svetlana                           |                                      |
| 1967 | O Porto dos Sete Destinos     | —                                  |                                      |
| 1967 | A Rainha Louca                | Maria de las Merces Moreno         |                                      |
| 1967 | Sangue e Areia                | Pilar de Alarcon                   | [ 5 ]                                |
| 1967 | Almas em Conflito             | —                                  |                                      |
| 1968 | Passo dos Ventos              | Lien                               | [ 6 ]                                |
| 1969 | A Última Valsa                | Condessa Yolanda de Izzendorf \|\| |                                      |
| 1970 | E Nós, Aonde Vamos?           | Alice                              |                                      |
| 1975 | Pecado Capital                | Vitória                            |                                      |
| 1975 | Caso Especial                 | Laura                              | Episódio: "Férias sem Volta"         |
| 1975 | Roque Santeiro                | Mocinha                            | Versão Censurada e Proibida          |
| 1977 | O Espantalho                  | Tônia                              |                                      |
| 1977 | Caso Especial                 | Laura                              | Episódio: "Férias sem Volta"         |
| 1978 | Gina                          | Mirtes                             |                                      |
| 1980 | Caso Especial                 | Cássia                             | Episódio: "'Romeu e Julieta"         |
| 1980 | Carga Pesada                  | —                                  | Episódio: "Em Nome da Santa"         |
| 1980 | Carga Pesada                  | —                                  | Episódio: "Perdão, Dadá"             |
| 1984 | Caso Verdade                  | Estela                             | Episódio: "Renascer"                 |
| 1985 | Caso Verdade                  | Sônia                              | Episódio: "Amor aos 40"              |
| 1985 | Caso Verdade                  | —                                  | Episódio: "Cartas Marcadas"          |
| 1986 | Caso Verdade                  | —                                  | Episódio: "O Amor Acontece na Vida"  |
| 1986 | Tudo ou Nada                  | Gigi Bourbon                       |                                      |
| 1987 | Carmen                        | Rosimar                            |                                      |
| 1991 | O Portador                    | Laurita                            | [ 8 ]                                |
| 1992 | Você Decide                   | —                                  | Episódio: "Águas Passadas"           |
| 1994 | Memorial de Maria Moura       | Joaninha                           |                                      |
| 2000 | Você Decide                   | Marta                              | Episódio: "Hipocondríaca"            |
| 2004 | Senhora do Destino            | Dona Marlene                       |                                      |
| 2009 | Malhação ID                   | Araci                              |                                      |
| 2009 | Zorra Total                   | Vários Personagens                 | 2009-2014                            |
| 2010 | As Cariocas                   | Dona Zeni                          | Episódio: "A Noiva do Catete"        |
| 2012 | As Brasileiras                | Helena                             | Episódio: "A Desastrada de Salvador" |
| 2013 | Flor do Caribe                | Rosa                               |                                      |
| 2013 | Pé na Cova                    | Cliente da F.U.I                   | Episódio: "Ladrão que Rouba Ladrão"  |
| 2015 | Verdades Secretas             | Socialite                          | Participação Especial                |
| 2015 | Além do Tempo                 | Adélia                             |                                      |
| 2016 | A Regra do Jogo               | Dona Terezinha                     | Participação Especial                |
| 2017 | Os Homens São de Marte...     | Dona Tereza                        | Episódio: "Fases da Separação"       |
| 2019 | Topíssima                     | Sula Bartolomei                    |                                      |
| 2020 | A Dona da Banca               | Inês                               | Episódio: "Pra mim você morreu"      |

### Cinema[12]
| Ano  | Título                                    | Personagem     |
| ---- | ----------------------------------------- | -------------- |
| 1953 | Perdidos de Amor                          | Maria do Carmo |
| 1953 | Santa de um louco                         | —              |
| 1955 | O Diamante                                | —              |
| 1955 | Fuzileiro do Amor                         | Maria          |
| 1958 | Na corda bamba                            | Luiza          |
| 1958 | O Barbeiro que se Vira                    | Lili           |
| 1959 | O Camelô da Rua Larga                     | Nancy          |
| 1960 | Eu Sou o Tal                              | —              |
| 1991 | A Viagem de Volta                         | Ela mesma      |
| 2014 | S.O.S. Mulheres ao Mar                    | Sônia          |
| 2014 | Não Pare na Pista                         | Dona Lilisa    |
| 2015 | Sorria, Você Esta Sendo Filmado - O Filme | Vizinha I      |
| 2017 | Doidas e Santas                           | Vizinha        |
| 2019 | Sai de Baixo - O Filme                    | Leonor Fróes   |
| 2019 | Dulcina                                   | Ela mesma      |

## Atuação no teatro
- Irene – de Pedro Bloch. Estreia no teatro no Rio, papel título, grande sucesso em Portugal (Cia. Dulcina - Odilon)
- As Bruxas já foram Meninas (Cia. Cesar Borba)
- A Cegonha se Diverte (Cia. Artista Unidos)
- Um Cravo Na Lapela (Cia. Artistas Unidos)
- Mulheres Feias (Cia. Artistas Unidos)
- Daqui não Saio (Cia. Artistas Unidos)
- É do Amor que se Trata (Cia. Artistas Unidos)
- Pindura Saia (Cia. Graça Mello)
- Três em Lua de Mel (Cia. André Villon - Floriano Faisal)
- Irma la Douce (musical - Cia. Antônio de Cabo)
- Pepsi – Adultério Adulterado (Teatro Santa Rosa)
- Um Raio de Sol (Cia. Teatro Permanente de Brasília – Fundada pelo casal Brasini em Brasília)
- Divórcio (Cia. Teatro Permanente de Brasília)
- O Noviço (Cia. Teatro Permanente de Brasília)
- O Rapto das Cebolinhas (Cia. Teatro Permanente de Brasília)
- Seis Personagens à Procura de Autor (Cia. Tônia Carreiro – Paulo Autran, em Portugal )
- As Inocentes do Leblon (Cia. Antonio de Cabo)
- A Teia de Aranha (Cia. Antonio de Cabo)
- Um Vizinho em Nossas Vidas (Cia. Amayo - Brasini)
- Aqui e Agora (Cia. Jorge Ayer)
- Pequenos Burgueses (Teatro Vivo/ Etty Fraser & Chico Martins – SP)
- A Guerra Mais ou Menos Santa (Inauguração Teatro Princesa Isabel –RJ)
- A Moratória – de Jorge Andrade (2004)
- Liberdade para as borboletas – de Gershe, substituindo Débora Duarte
- A Moratória – de Jorge Andrade (2006)
- A Vida É Uma Ópera - (2008)
- A Garota do Biquini Vermelho - de Artur Xexeo - Barata Produções ( 2010)
- As Eruditas - de Molière - Cia. Limite 151 (2011 - 2012)
- Theresè Raquin - Cia.Limite 151 (2014)
- Tricotando - 2017

## Atuação no rádio
- A Juventude Cria – programa realizado pelos alunos do Colégio Pedro II (Rádio MEC)
- Terra Brasileira – programa do Ministério da Fazenda (Rádio MEC)
- França Eterna – programa da Embaixada Francesa (Rádio MEC)
- Doce França – programa da Embaixada Francesa (Rádio MEC)
- Novela das 18:00 Horas (Rádio Guanabara)
- O mundo em suas mãos (Rádio Mayrink Veiga)

## Prêmios e indicações
| Ano  | Festival                                    | Categoria    | Nomeações | Resultado |
| ---- | ------------------------------------------- | ------------ | --------- | --------- |
| 2019 | Festival de Brasília - Mostra BRB de Cinema | Melhor Atriz | Dulcina   | Venceu    |

## Livros publicados
- Theresa Amayo - Ficção e Realidade.